# Otostigmus spinosus
Otostigmus spinosus är en mångfotingart som beskrevs av Carl Oscar von Porat 1876. Otostigmus spinosus ingår i släktet Otostigmus och familjen Scolopendridae. Utöver nominatformen finns också underarten O. s. spinosus.